# Neocordulia mambucabensis
Neocordulia mambucabensis là loài chuồn chuồn trong họ Synthemistidae. Loài này được Costa & Santos mô tả khoa học đầu tiên năm 2000.